# مشاور مالی مستقل
مشاوران مالی مستقل و یا به اختصار آی. اف. اِی‌ها (IFA) افرادی خبره‌اند که در مورد مسائل مالی به مشتریان خود مشاورهٔ مستقل می‌دهند و خدمات مختلف مالی را از سراسر بازار توصیه می‌کنند. این اصطلاح، برای تعریف موقعیتی نظارتی در بریتانیا ابداع شد و معنایی بریتانیایی دارد؛ گرچه در بخش‌های دیگر جهان، از جمله هنگ کنگ نیز پذیرفته شده‌است.
اصطلاح «مشاور مالی مستقل» برای توصیف مشاورانی ابداع شد که به جای کار در نمایندگی یک شرکت بیمه، بانک یا بیمه‌های بانکی به‌طور مستقل برای مشتریان خود کار می‌کنند. در آن زمان (سال ۱۹۸۸) دولت انگلستان در حال آغاز رژیم قطبیدگی بود که مشاوران را مجبور می‌کردکه یا با یک شرکت بیمهٔ مخصوص یا تولید کنندهٔ محصول خاصی کار کنند یا این که به‌طور مستقل فعالیت داشته باشند. این اصطلاح معمولاً در انگلستان مورد استفاده قرار می‌گیرد؛ در این کشور سازمان رفتار مالی(FCA)، مشاوران مالی مستقل را اداره می‌کند طوری که باید شرایط و صلاحیت‌هایی سختگیرانه را دارا باشند.
به‌طور معمول یک مشاور مالی مستقل وضعیت مالی، ترجیحات و اهداف مشتری خود را بررسی دقیق می‌کند؛ این کار، گاهی به عنوان مرحلهٔ جمع‌آوری اطلاعات یاfact-find شناخته می‌شود. سپس آن‌ها اقدام مناسب را برای رسیدن مشتری به اهدافش توصیه می‌کنند؛ و در صورت لزوم خدمات مالی مناسبی مطابق نیازهای مشتری توصیه می‌کند.
افراد و کسب وکارها با مشاوران مستقل مالی در موارد بسیاری مشاوره می‌کنند؛ از جمله سرمایه‌گذاری، برنامه‌ریزی بازنشستگی، بیمه، حفاظت و وام مسکن (یا سایر انواع وام). آن‌ها همچنین در رابطه با مالیات و برخی مسائل حقوقی مشورت می‌دهند.

## قوانین جدید برای مشاوران مالی در انگلستان از سال ۲۰۱۳
از پایان سال ۲۰۱۲ دو نوع مشاور مالی وجود دارد: مستقل یا محدود. [۱] و مشاوران مالی مستقل دیگر مجاز به دریافت کمیسیون از شرکت‌های خدمات مالی در فروش سرمایه‌گذاری‌های جدید نخواهند بود. در عوض آن‌ها مجبور به تنظیم هزینه‌های خود بر اساس خدماتی که ارائه می‌دهند، و به توافق رسیدن بر سر هزینه‌ها با مشتری هایشان قبل از ارائهٔ هر گونه خدمات هستند. هر مشاوره‌ای که این استاندارد را ندارد، باید به عنوان «انحصاری» طبقه‌بندی شود. مشاوران همچنین باید به FCA نشان دهند که آن‌ها تمام محصولات مناسب در بازار را بررسی می‌کنند و مشاوره‌ای عادلانه، بی طرفانه و غیر انحصاری می‌دهند. این تغییرات برای شفاف تر کردن مشاوران و مستقل تر کردن مشاوره‌ها در نظر گرفته شده‌اند.
با این حال، برخی از بانک‌ها، موسسات مالی و اعتباری و مشاوران بیمه می‌توانستند در جایی که هزینه‌ها تفاوت آشکار ندارند مطالبی را تنها جهت اطلاع و نه به منظور مشاوره، عنوان کنند. مشاوران همچنین مجاز خواهند بودسود محصولاتی که تا قبل از پایان سال ۲۰۱۲ فروخته بودند بگیرند، و در صورتی که خدماتی مستمر مانند بررسی و مشاورهٔ سرمایه‌گذاری مشتریان ارائه می‌دهند، سود منظم دریافت کنند. هیچ‌یک از این قوانین جدید برای فروش محصولات پس‌انداز پول نقد، بیمه عمومی، بیمه‌های حفاظت (بیمهٔ عمر، پوشش بیماری‌های خاص، بیمهٔ حفاظت درآمد وغیره) یا وام مسکن برقرار نیستند، مگر اینکه هم‌زمان با یک محصول سرمایه‌گذاری تنظیم شده به فروش رسند.

## صلاحیت‌های مد نظر در انگلستان برای مشاوران مالی مستقل
برای ارائه مشاوره مالی، فرد باید نماینده و یا منصوب یک نماینده از شرکت‌های ثبت شده در سازمان رفتار مالی (FCA) باشد. FCA از شرکت‌ها می‌خواهد که اطمینان دهند کارکنانشان صلاحیت‌های لازم را دارند. لیست این صلاحیت‌ها به دستور FCA، توسط شورای مهارت‌های خدمات مالی تعیین می‌شود.
تا پایان سال ۲۰۱۲ مشاوران مالی نیاز به سطح ۳ یا بالاتر از صلاحیت‌ها و چارچوب‌های اعتباری داشتند. از پایان ۲۰۱۲، مشاوران مالی برای واجد شرایط بودن به سطح ۴ یا بالاتر نیاز خواهند داشت. (تقریباً مشابه اتمام سال اول دانشگاه) از پایان ۲۰۱۲ مشاوران مالی نیاز به دریافت اظهاریهٔ حرفه‌ای دائمی به صورت سالانه دارند. این تأیید می‌کند که واجد شرایط هستند، یک سری اصول اخلاقی را رعایت می‌کنند و دانش خود را با توجه به توسعهٔ مداوم حرفه، بروز نگه داشته‌اند.

### شبکهٔ IFA
این شبکه، انجمنی از مشاوران مستقل مالی است. همهٔ مشاوران مالی در انگلستان یا باید مجاز بوده یا طبق قانون خدمات مالی و قانون بازارهای ۲۰۰۰معاف باشند. عضویت در یک شبکهٔ IFA سبب معافیت فرد از مقررات می‌شود. آن گاه شبکهٔ مذکور مسئول مشاوره و پیروی از مقررات اعضای خود است.
منبع: رفتار مقامات مالی
نمایندهٔ منصوب چیست؟ نمایندهٔ منصوب شرکتی است که کسب و کاری منظم را از طرف شرکتی دیگر (مستقیماً مجازِ FCA) که رئیس آن محسوب می‌شود، اداره می‌کند. شرکت اصلی مسئولیت قانونی نمایندهٔ منصوب را به عهده دارد و باید تضمین کند که استانداردهای FCA را رعایت می‌کند.

## اگر اشتباهی رخ داد
خدمات مالی در انگلستان شدیداً تنظیم شده‌اند. ممکن است این شرایط در برخی موارد بازار را محدود کرده و بار سنگینی بر دوش متخصصان خدمات مالی باشد، اما از طرفی این کشور را به یکی از امن‌ترین بازارهای مصرف‌کننده در جهان تبدیل کرده‌است.
اگر یک مشتری یکی از خدمات مالی را در نتیجهٔ مشاوره با یک مشاور مالی بخرد، و محصول نامناسب از آب درآید، مشتری حق شکایت دارد؛ در صورت تأیید شکایت ممکن است خسارت هم اخذ شود. تمام شرکت‌های خدمات مالی از جمله مشاوران مستقل باید روند داخلی مؤثر برای رسیدگی به شکایات داشته باشند. اگر شکایت با بخش رسیدگی داخلی حل نشد، مشتری می‌تواند به سرویس بازرسی مالی مراجعه کند، که تحقیقاتی مستقل می‌کند و قدرت پرداخت خسارت در صورت لزوم را دارد. در اکثر مواردِ ارجاع شده به بازرسی، مشخص می‌شود که شرکت به شکایت مشتری منصفانه رسیدگی کرده بوده‌است. این، به این معنا نیست که مشتری تنها به دلیل ضرر مالی در یک سرمایه‌گذاری می‌تواند درخواست خسارت کند. تمام سرمایه‌گذاری‌ها، شامل میزانی از خطر هستند، اساس شکایت بر این است که میزان خطر برای آن مشتری خاص بر اساس اطلاعاتی که در اختیار مشاور گذاشته، منطقی بوده‌است یا خیر. این موضوعی مهم است (که در افکار عمومی روشن سازی نشده‌است)، به خصوص در رابطه با هنگامی که سود اعطا شده قرار است برای بازپرداخت وام مسکن به کار رود. بسیاری از مردم با دیدن کاهش شدید سود سرمایه‌گذاری موقوفات خود، به علت نرخ بهره پایین (و متقابلاً سود سرمایه‌گذاری) ادعا کردند که مشاورهٔ نامناسبی برای سرمایه‌گذاری دریافت کرده‌اند. هرچند عملکرد ضعیف تاسف‌بار است، این به هیچ وجه به منزلهٔ فروش نامناسب در معنای قانونی آن نیست، مگر اینکه ثابت شود آن سرمایه‌گذاری در زمانی که توصیه شده، مناسب نیازهای مشتری نبوده‌است. ممکن نیست با قضاوت‌های گذشته نگرانه به تصمیماتی با ایمان راسخ در گذشته هم دست یافت.
چند سالی هست که بخش عمده‌ای از بودجه کشور از محل “اخذ مالیات” تأمین شده و موضوعات مالیاتی به شدت در کسب و کارها تأثیرگذار شده‌اند. اگر بدون داشتن پرونده مالیاتی مشغول کسب درآمد هستید خبر خوبی برای شما نداریم. سازمان امور مالیاتی با استفاده از روش‌های مختلف، نسبت به شناسایی درآمدهای کتمان شده عمل نموده و مالیات متعلقه را همراه با جرائم سنگین از شما مطالبه خواهد کرد. اما پیش از آن‌که بدانیم چرا به مشاوره مالیاتی نیاز داریم باید بدانیم مشاوره مالیاتی چیست.

## مشاوره مالیاتی چیست؟
اگر شما صاحب کسب و کار هستید یا در یک شرکت حسابدارید، حتماً نیاز به حضور شخص یا تیمی از متخصصین را احساس کردید تا مسائل مالیاتی خود را از آن‌ها بپرسید و با بهره‌گیری از راهنمایی‌ آن‌ها، پرونده مالیاتی خود را به بهترین شکل ممکن مدیریت کنید. این افراد مشاوران مالیاتی هستند که با تسلط بر قوانین مالیاتی به شما مشاوره می‌دهند. در ادامه به معرفی انواع روش‌های دریافت مشاوره مالیاتی می‌پردازیم.

## مشاور مالیاتی کیست و چرا به مشاوره مالیاتی نیاز داریم؟
مشاور مالیاتی یک کارشناس امور مالیاتی است که به‌عنوان فردی ماهر، سال‌ها فعالیت داشته است و مشاوره با وی می‌تواند مزیت‌های بسیاری را به دنبال داشته باشد. به ویژه اگر مشاور مالیاتی قبلا در سازمان مالیات فعالیت داشته، می‌توان گفت با رسیدگی پرونده‌های مالیاتی متعدد، به خوبی با راه حل‌های مالیاتی آشنایی کامل دارد؛ و پرونده مالیاتی شما می‌تواند مشابه یکی از هزاران پرونده‌ای باشد که طی سال‌ها با آن برخورد داشته و مشکل آن برطرف شده است.
http://www.theguardian.com/money/2007/jan/15/financialadvisors es.